# 暴風Girls Fight
《暴風Girls Fight》（暴風ガールズファイト）是撰寫，倉藤倖負責插畫的輕小說作品，2007年9月由Enterbrain的Fami通文庫出版發行。中文版由青文出版社代理。
以教會學校的女子高中曲棍網球社為舞台，描寫愛好曲棍網球的少女與被少女牽連的主角一起募集隊員，目標成為日本第一。作者在寫作時到自己的母校聖多米尼克學園的曲棍網球社取材，借用一部分社團前輩的姓名作為登場人物的名字。

## 故事簡介
故事發生在位於東京都世田谷區，擁有幼稚園到高中部一貫教育的教會學校聖維莉塔斯女學院。主角麻生廣海由於最好的朋友森戶結衣完全沒有和自己商量就去其他高中念書，因而帶著憂鬱的心情迎接高中生活的第一天時，在她面前出現了超乎想像的少女五十嵐千果。少女宣稱自己是帶來風暴的女性，要讓日本在曲棍網球獲得優勝。

## 登場人物

### 聖維莉塔斯女學院
麻生 廣海
本作主角。高中部1年A組，於小學時入學。常被選為級長的優等生，但實際上是為了過平穩的學校生活而帶著面具，從來不在他人面前露出真面目。
五十嵐 千果
高中部1年A組，從美國波士頓轉回日本國內的高中就讀。現在和在二子玉川開日式點心店的祖母一起生活。
對曲棍網球投注了大量熱情，彷彿風暴般的將周遭的少女們一同捲入。
目標是在女子曲棍網球世界杯獲得日本優勝。
嶋 茜
高中部1年C組，於高中時入學。在關西長大，用關西腔說話。期待風格的女子高中生活，對「光之美少女」的黑天使十分憧憬而加入新曲棍網球社。
宮前 雪乃
高中部1年D組，於幼稚園時入學，超級千金小姐。原本是多次獲得全國優勝的合唱社獨唱，極度喜歡第一，對勝負很明顯的比賽沒有興趣，喜歡以挑戰著的身分站上頂點而加入新曲棍網球社。
長谷川 悠里
高中部1年B組，於小學時入學。到國中時都還在地方足球隊擔任守門員。原本考慮轉往フットサル發展，被千果邀請加入新曲棍網球社。個性冷靜、努力向上。新曲棍網球社少數有常識的人。
小坂 依奈
國中部3年C組，於國中時入學。擁有不像是國中生的姣好身材。有很多不好聽的謠言，但實際上有拔群的運動力，個性也十分拼命。
姐姐萬里就讀高中部3年B組，擔任學生會長，因此兩人常被戲稱為優等生、劣等生姐妹。
大西 克拉拉
高中部2年B組，曲棍網球社社長。對曲棍網球充滿愛情，對比賽的知識十分豐富。個性柔弱，容易被別人牽著走。有男性恐懼症。
黑田 苑子
高中部2年B組，克拉拉的青梅竹馬兼好友。個性冷酷，很重視克拉拉，曾因此與廣海等人起衝突。
卡蓮·巴克斯塔
高中部1年C組，來自澳洲的留學生，神秘現象狂熱分子。因為廣海說要帶她去拜訪日本的心靈現象景點而加入新曲棍網球社。
九條 香月
高中部2年A組，長相中性而被稱呼為「王子」，有很多支持者，被千果邀請加入新曲棍網球社。
高梨 光葉・明葉
國中部2年級的雙胞胎，九條香月的支持者，追隨她加入新曲棍網球社。
加賀見 玲子
高中部2年級學生。體育系社團頂點網球社的社長。用無法做到的事情要求新曲棍網球社，說話時對對克拉拉和苑子特別冷淡。
小坂 萬里
高中部3年B組。擔任學生會長，依奈的姊姊。姐妺關係很差。
手塚 夕子
生物老師，新曲棍網球社顧問，流露出怠惰的氣質，食量非常大。

### 清峰大學
五十嵐 圭吾
大學二年級，千果的表哥。對千果的境遇十分在意，溫柔的文系青年。
秋山 博巳
政經學系二年級，隸屬於曲棍網球社。名字念起來和廣海相同，粗野的青年。
牧村 聰子
英文學系三年級，強悍的女性，圭吾和博巳在她面前都抬不起頭來。

### 常磐音樂高中
森戶 結衣
專科鋼琴科一年級。從幼稚園到國中部都在聖維莉塔斯女學院就讀。廣海的好友。

## 出版書籍

### 日文版
1. 2007年10月11日初版發行 ISBN 9784757737525（2007年9月29日發售）
2. 2 2008年1月4日初版發行 ISBN 9784757739192（2007年12月25日發售）

## 註解
1. ↑  後記、313頁。